# Hans Nielsen (compositeur)
Pour les articles homonymes, voir Nielsen.
Hans Nielsen (1580-1626) est un musicien, luthiste et compositeur danois de la cour de Christian IV. Il est connu pour son livre de madrigaux de style italien Il primo libro de Madrigali a cinque voci, le premier de ce style composés par un compositeur danois, et seule œuvre connue de ce compositeur.

## Biographie
Hans Nielsen est peut-être originaire de Roskilde, dans l'île de Sjælland au Danemark. Entre 1599 et 1600, il a été envoyé à Venise pour étudier avec l'organiste Giovanni Gabrieli en tant qu'apprenti dans l'orchestre royal de Melchior Borchgrevinck (en), avec Truid Aagesen, Wilhelm Egbertsen et, comme deuxième apprenti, Mogens Pedersøn.
En 1602, il apparaît comme sangedreng (« chanteur ») dans les comptes royaux lorsqu'il a été envoyé à Venise une seconde fois, toujours avec d'autres musiciens danois. À la suite de ce voyage, il compose un recueil de madrigaux Il primo libro de Madrigali a cinque voci Opus 1, qui est publié en 1606 sous son nom italianisé de Giovanni Fonteio. La recueil, dédié au roi Christian IV, contenait 21 madrigaux. C'est le premier du genre à être créée par un compositeur danois, deux ans avant que Mogens Pedersøn ne publie une telle œuvre. Aucune autre œuvre de lui n'a survécu.
Après son retour en 1604, Nielsen travaille à la cour comme luthiste dans la chapelle royale. Cependant, il continue à voyager. Il séjourne à Wolfenbüttel de 1606 à 1608 pour se perfectionner auprès du célèbre luthiste anglais Gregor(ius) Howett, employé à la cour du duc Friedrich Ulrich de Braunschweig-Wolfenbüttel.
Lorsque le budget consacré à la musique de cour est réduit pendant la guerre de Kalmar (1611-1613), Nielsen prend congé pour étudier à l'université de Heidelberg sous le nom de Johannes Nicolai Fonteio. Il s'inscrit en décembre 1611 et vit chez le théologien David Pareus, à qui il devait une partie de l'argent de sa pension lors de son départ en 1612. En 1615, Pareus tente de récupérer cette somme auprès de la chancellerie danoise avec l'aide de l'électeur du 
Palatinat. On ne sait pas où Hans Nielsen a passé les années suivantes.
Après la mort de Mogens Pedersøn en 1623, Nielsen est nommé maître de chapelle adjoint à sa place, mais quitte la cour seulement un an et demi plus tard, en décembre 1624. La suite de sa carrière n'est pas connue. Il apparaît une dernière fois dans les comptes de 1626, lorsqu'il se fait rembourser les frais des chanteurs.

## Œuvres, éditions et enregistrements
- Il primo libro di madrigali, 1606
- T'amo, mia vita de Il primo libro di madrigali, 1606 – sur la musique du temps de Christian IV – Madrigaux du Sud au Nord . Emma Kirkby, consort de Musicke, Anthony Rooley. BIS